# Franziskanerinnen von der allerseligsten Jungfrau Maria von den Engeln
Die Franziskanerinnen von der allerseligsten Jungfrau Maria von den Engeln (Ordenskürzel: FBMVA, Sorores Franciscanae Beatae Mariae Virginis Angelorum), auch Waldbreitbacher Franziskanerinnen genannt, sind eine Kongregation des regulierten Dritten Ordens des Heiligen Franziskus, dem eine Vielzahl von im 19. Jahrhundert gegründeten Franziskanerinnen-Ordensgemeinschaften angehört; von ihnen zu unterscheiden sind die nicht regulierten, zum Ordo Franciscanus Saecularis (OFS, früher Franziskanische Gemeinschaft, FG) formierten Laiengruppen außerhalb der Klöster.

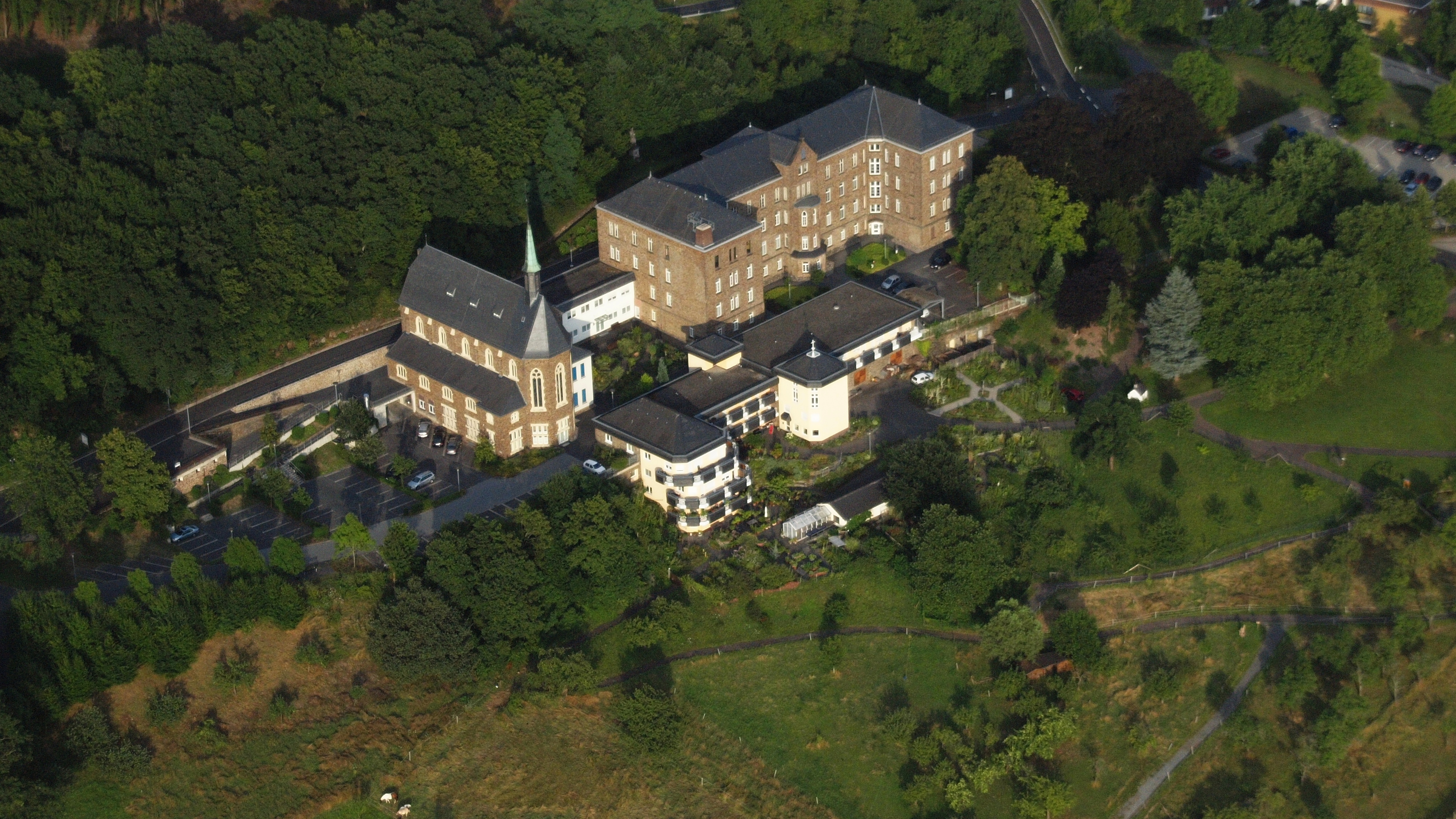
Waldbreitbach, Kloster Marienhaus, Antoniushaus

Das Mutterhaus der Waldbreitbacher Franziskanerinnen ist das Kloster Marienhaus im Waldbreitbacher Ortsteil Glockscheid.

## Geschichte

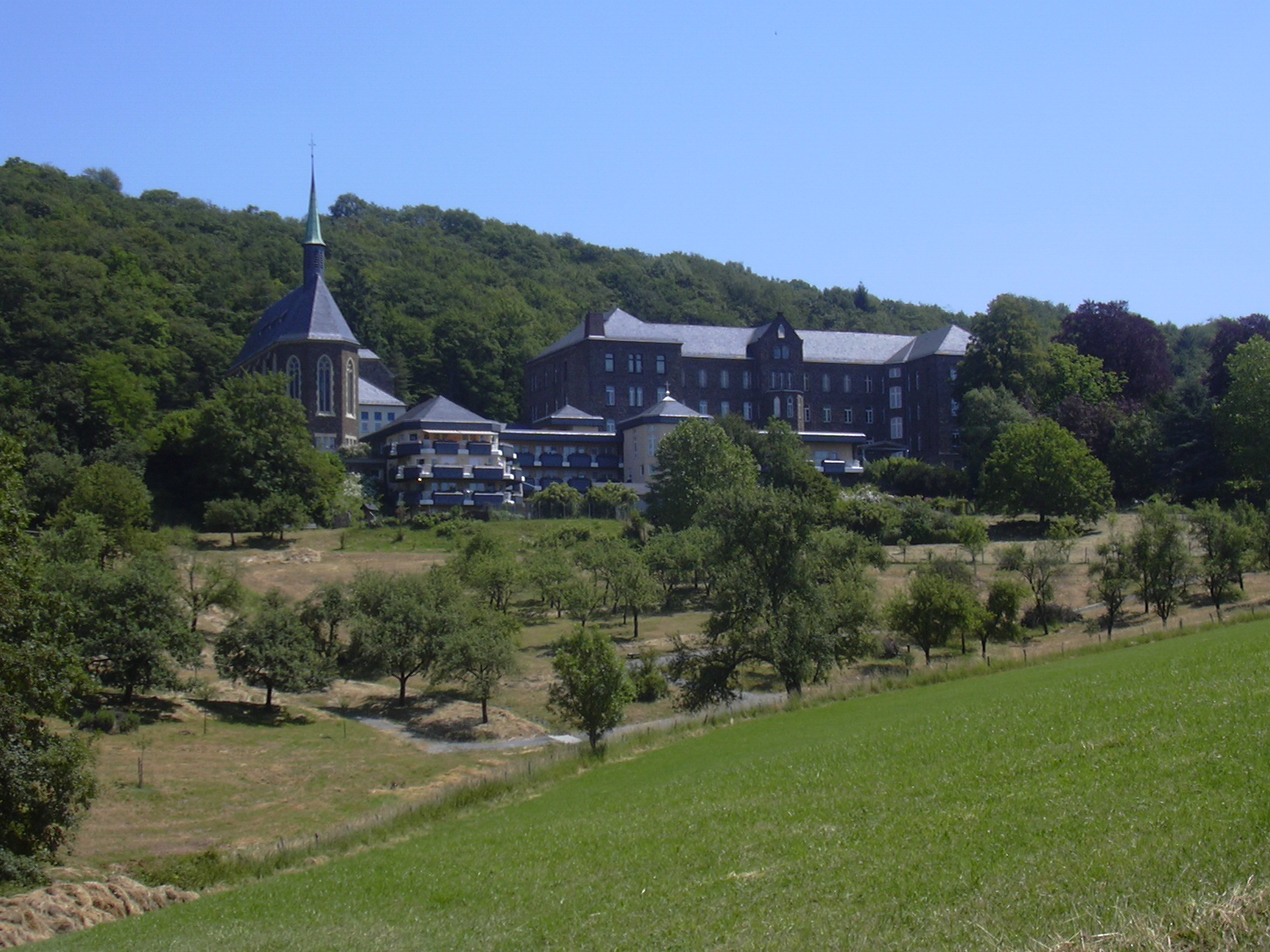
Kloster Marienhaus: Antoniushaus und Forum Antoniuskirche (ehem. Antoniuskapelle)

Am 13. März 1863 gründete Rosa Flesch, Tochter eines Ölmüllers im Fockenbachtal bei Waldbreitbach, mit ihren Gefährtinnen Maria Bonner und Gertrud Beißel den Orden. Zu diesem Zeitpunkt unterhielten diese Frauen gemeinsam mit einigen Helferinnen bereits eine einfache Armen-, Krankenpflege- und Waisenstation auf dem Kapellenberg, auf dem sich heute das Kloster Marienhaus befindet.
Der Orden, zu dessen Gründung der Waldbreitbacher Pfarrer Jakob Gomm ursprünglich nur zögerlich seine Genehmigung erteilt hatte, wuchs rasch an. 17 Schwestern aus Waldbreitbach konnten 1870 im Deutsch-Französischen Krieg zur Pflege von Verwundeten im Felde unter der Geleitung von Malteser-Rittern abgestellt werden. 1878 gehörten ihm bereits 100 Schwestern in 21 Filialen an. Zu diesem Zeitpunkt war die Gründerin nicht mehr Generaloberin; seinerzeitige Nachrufe ließen verlauten, sie habe sich „aus Erschöpfung“ freiwillig zurückgezogen, doch eine Publikation von Johannes Kracht (2005) erhärtete ältere Thesen, dass Margaretha Rosa Flesch – Mutter Rosa genannt – Opfer einer Intrige durch eine manipulierte Wahl des Rektors Konrad Probst im Bündnis mit ihrer Nachfolgerin Schwester Agatha Simons wurde. Unter ihrer Ägide erhielt das Kloster Marienhaus weitgehend sein heutiges Aussehen. „Mutter Rosa“ lebte, zuletzt gehbehindert, fast 30 Jahre lang bis zu ihrem Tod am 25. März 1906 als einfache „Kräuterschwester“ im Mutterhaus, ohne dass die Schwestern der jüngeren Generation über ihre wahre Identität Bescheid wussten. Im Todesjahr von Mutter Rosa gehörten 900 Schwestern in 67 Niederlassungen auf dem Gebiet der heutigen Bundesländer Nordrhein-Westfalen, Rheinland-Pfalz und Saarland dem Orden an.
Am 12. Dezember 1912 erhielt der Orden die päpstliche Approbation durch Pius X.
In der ersten Hälfte des 20. Jahrhunderts weitete sich der Orden ins Ausland aus. 1923 emigrierten Waldbreitbacher Franziskanerinnen in die USA und waren als Franciscan Sisters of the Blessed Virgin Mary from the Angels schwerpunktmäßig in der Krankenpflege tätig; heute ist ihr sozialer Aktionsradius erweitert auf Kinderbetreuung, Seelsorge, Asylantenhilfe und andere Formen der Sozialarbeit. Der 1931 gegründete Ableger in den Niederlanden – Franciscanessen van onze lieve vrouw van engelen – droht im 21. Jahrhundert wegen Überalterung auszusterben; 2003 gab es nur noch 13 Schwestern zwischen Gelderland und Noord-Brabant. Projektbezogen arbeiten seit 1958 die Irmas Francescanas de Nostra Senhora dos Anjos in Brasilien in der Bildungsarbeit und allgemeinen Entwicklungshilfe. Ein 1996 gestartetes, nach der Ordensgründerin Madre Rosa benanntes Projekt betreut beispielsweise 300 Kinder in den Slums von Bacabal in Bekämpfung von Straßenkriminalität und Drogenabhängigkeit. Ende der 1990er Jahre starteten weitere Initiativen in Portugal und Mosambik.
Publikationen seit Mitte des 20. Jahrhunderts haben auf eine Rehabilitierung von Mutter Rosa hin gearbeitet, die seit 1957 im Vatikan zur Seligsprechung vorgeschlagen ist. 2006, im 100. Todesjahr der Gründerin, fanden in einigen von den Waldbreitbacher Franziskanerinnen betreuten Krankenhäusern Retrospektiven zur Geschichte des Ordens und zur Person von Mutter Rosa statt.
Am 4. Mai 2008 ist Mutter Rosa im Trierer Dom seliggesprochen worden. Papst Benedikt XVI. hatte dazu die Erlaubnis erteilt.

## Ordensregel
Am 16. September 1869 wurde die erste Ordensregel durch den Trierer Bischof Matthias Eberhard bestätigt.
„Die Schwestern verpflichten sich den Werken der tätigen Nächstenliebe:
- Arme, verlassene Kinder, soweit tunlich, unentgeltlich zu erziehen und auch nach Entlassung aus der Schule in weiblichen Handarbeiten zu tugendhaften, arbeitsamen Menschen heranzubilden.
- Arme, Kranke und alte verlassene Personen unentgeltlich zu pflegen in und außer dem Hause.“

Diese Regel wurde mehrfach modifiziert. Seit dem 8. Dezember 1982 gilt die von Papst Johannes Paul II. für 22 männliche und 382 weibliche Kongregationen des regulierten Dritten Ordens bestätigte Einheitsregel auf der Grundlage der drei Gelübde Armut, Gehorsam und Ehelosigkeit.

## Satzung und Organisation
Am 21. Oktober 1869 wurde die Satzung des Ordens verabschiedet. Im Jahr 2006 gilt die Satzung in der Fassung von 1985.
Die Legislative ist das Generalkapitel, das alle 6 Jahre (früher alle 3 Jahre) einberufen wird und 10 Tage berät. Stimmberechtigte Kapitularinnen sind die Ordensleitung, die Regionaloberinnen sowie aus dem Kreis der Schwestern frei gewählte Delegierte. Aufgabe des Generalkapitels sind die Wahl der Generaloberin und ihres Rates sowie die Festsetzung und Modifikation von Richtlinien und Normen im Gemeinschaftsalltag.
Exekutive sind die Generaloberin und ihr Rat.
Das erste Generalkapitel hat 1869 stattgefunden und Mutter Rosa nahezu einstimmig zur ersten Generaloberin gewählt. Nachfolgerin (1878–1905) wurde im 4. Generalkapitel Agatha Simons, Bauherrin des Klosters Marienhaus in seiner heutigen Gestalt.
Generaloberin war von 2012 bis 2024 Schwester Edith-Maria Magar, als Nachfolgerin von Schwester Basina Kloos, die von 1988 bis 1994 und erneut von 2000 bis 2012 Generaloberin gewesen war. Im Juli 2024 wurde beim Generalkapitel in Waldbreitbach Maria Michaele Rohde für 6 Jahre zur Generaloberin gewählt, Gerlinde-Maria Gard wurde Generalvikarin.

## Tätigkeit des Ordens
Seit Gründungstagen lag der Schwerpunkt der Ordenstätigkeit gemäß ihrer Regel auf Krankenpflege und Sozialarbeit.
Zu diesem Zwecke gründete sich 1903 die Marienhaus GmbH, in der das Vermögen des Ordens gebunden war. Durch eine Reorganisation 1994 wurde eine St. Elisabeth Kranken- und Pflege GmbH, Betriebsgesellschaft einer Stiftung, zwischen diese GmbH und den Orden zwischengeschaltet. Ende 2011 haben die Waldbreitbacher Franziskanerinnen ihre Einrichtungen in die Marienhaus Stiftung überführt. Diese Stiftung, die ihren Sitz in Neuwied hat, hat die Ordensgemeinschaft im Herbst 2011 gegründet. Die Marienhaus Unternehmensgruppe unterhält heute über 80 soziale Einrichtungen (Krankenhäuser, Altenheime, Kinderheime, Hospize, Bildungsstätten) in den Bundesländern Nordrhein-Westfalen, Rheinland-Pfalz, Saarland und Hessen mit über 13.800 Beschäftigten. Davon befinden sich zwei Einrichtungen an der ursprünglichen Gründungsstätte des Ordens auf dem Waldbreitbacher Kapellenberg.
Unabhängig davon sind die spirituellen Aktivitäten des Ordens auf das Mutterhaus konzentriert:
- Exerzitien, Einkehrtage, Gebets- und Besinnungsabende für Einzelpersonen und Gruppen,
- Atemübungen, Meditation und Gesprächstherapie,
- Seminare zu theologischen und sozialen Themen, Orientierungsangebote für Schulklassen und Begleitseminare für Angehörige pflegerischer Berufe,
- Angebote zum Leben mit den Schwestern im Klosteralltag mit allen anfallenden Aufgaben und Gebetsstunden,
- Seminare im Bibelgarten, Kräuter- und Themengarten, Kräuterwanderungen,
- Waldbreitbacher Impulse (2000–2007): Einladung an Politiker und andere im öffentlichen Leben stehende prominente Personen, einen Vortrag zu einem aktuellen Thema zu halten und mit den Zuhörern zu diskutieren.

Die Waldbreitbacher Franziskanerinnen unterhalten eine 15.000 Bücher umfassende, öffentlich zugängliche Bibliothek, eine Buchhandlung und Klosterladen, eine Gärtnerei, eine Kreativwerkstatt (mit Schwerpunkt Kerzenherstellung), eine Malerwerkstatt und ein Restaurant mit Außenterrasse im Sommer.
Ebenso gehört ein IT-Unternehmen hSp – healthcare solution provider zum Konzern, das mit dem Produkt MARIS (mobiles Arzt- und Informationssystem) auch auf dem externen Markt vertreten ist. Dieses ist ein Diktier- und Dokumentationssystem zur Optimierung des analogen und digitalen Informationsflusses innerhalb des Krankenhauses.
Ihr Publikationsorgan ist die vierteljährlich erscheinende Zeitschrift „horizont“.